# Oratha boreas
Oratha boreas är en fjärilsart som beskrevs av Butler 1882. Oratha boreas ingår i släktet Oratha och familjen mätare. Inga underarter finns listade i Catalogue of Life.